# Давьордис
Давьордис (на френски: Daverdisse) е селище в Южна Белгия, окръг Ньофшато на провинция Люксембург. Населението му е около 1400 души (2006).